# Joost Roelofsz

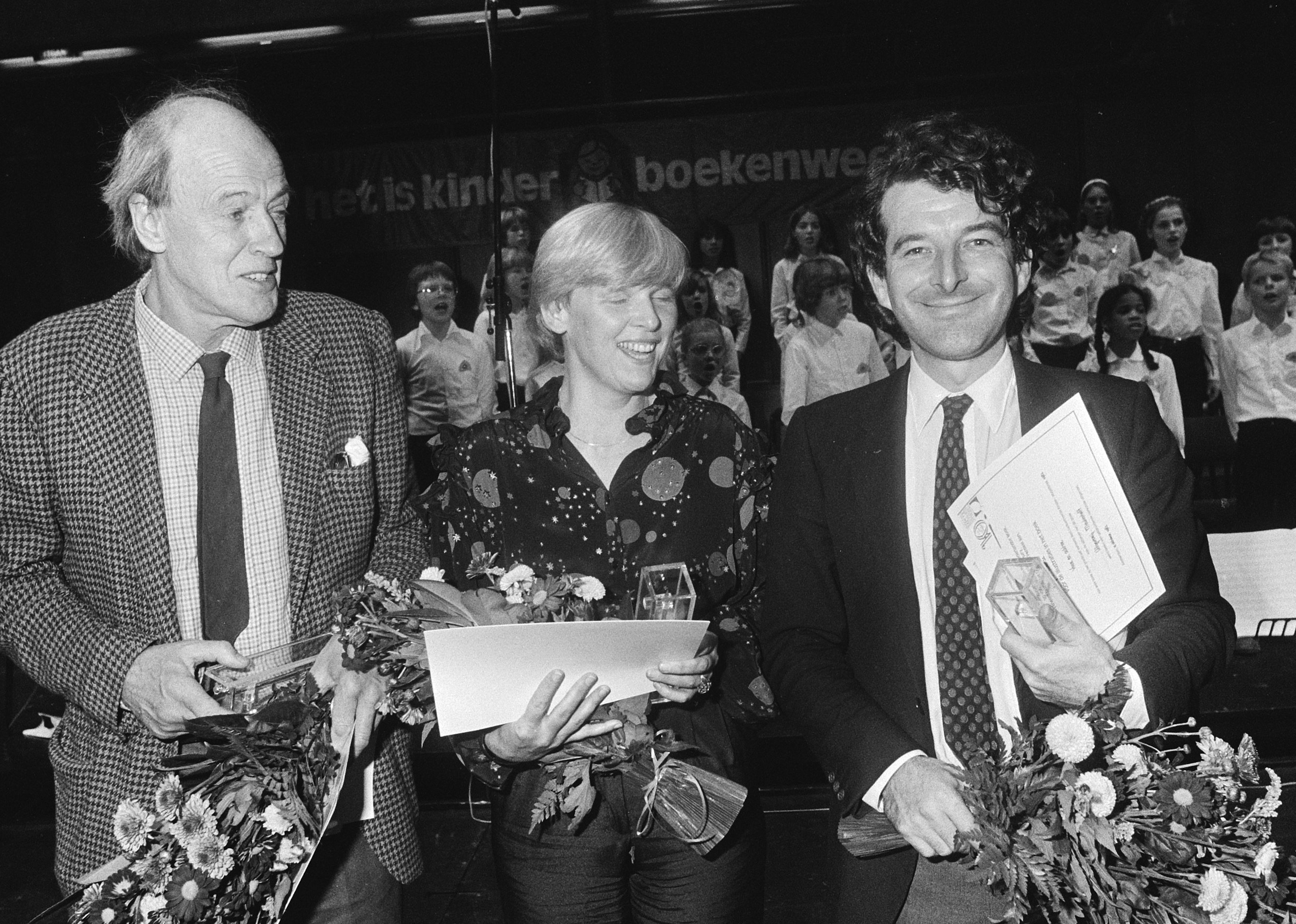
13 oktober 1982: Joost Roelofsz ontvangt de Gouden Penseel; links naast hem Roald Dahl (Zilveren Griffel) en Nannie Kuiper (Gouden Griffel)

Joost Roelofsz (Blaricum, 1943) is een Nederlands tekenaar, aquarellist en illustrator. Hij won in 1982 de Gouden Penseel met het prentenboek Voor en achter.

## Biografie
Het eerste boek dat hij illustreerde was De zeven hoofdzonden (1970), een compilatie van Remco Campert met zeven auteurs die elk een doodzonde voor hun rekening namen.
Daarna illustreerde hij onder andere Tjeempie, of Liesje in Luiletterland van Remco Campert (1976) en Het rijk van Jabeer - getransformeerde sprookjes (Rudy Kousbroek, 1984). Het boek Een hele grote badkuip vol van Theo Olthuis kreeg in 1984 'Vlag en Wimpel' voor de illustraties.
Hij maakte illustraties voor verschillende tijdschriften, onder andere voor het weekblad Vrij Nederland, voor Avenue, bij een column van Adriaan van Dis, en voor het NRC Handelsblad.
Hij woont in Amsterdam. Zijn vader, Charles Roelofsz, was hoogleraar aan de Rijksakademie. Zelf was hij docent aan de AKI te Enschede en signeerde daarom een tijdlang zijn werk als Prof. Roelofsz. 
Met Rogier Proper maakte hij de tekenfilm Life and Death (7 min). Deze animatiefilm toont een reeks tekeningen die steeds verder op het onderwerp uitzoomen in een quasi eindeloze loop. Het project kreeg in 1980 de eervolle vermelding 'Mention de Qualité' van het Centre National de la Cinématographie in Parijs.

## Publicaties (selectie)
- Voor en achter, Meulenhof, Amsterdam, 1981 ISBN 9029013168
- Kunst en cultuur. Alleen voor kinderen (kleurboek), Amsterdam, 1982
- Oom en de pet, Zwijsen, Tilburg, 1982
- ABC, ga je mee?, Meulenhof, Amsterdam 1982
- Miep en ik, tekst: Wim Hofman, Zwijsen, Tilburg, 1986

- Digitale Bibliotheek voor de Nederlandse Letteren: roel091
- Gemeinsame Normdatei: 142292095
- International Standard Name Identifier: 0000 0000 2733 9187
- Library of Congress Control Number: n86851986
- Nederlandse Thesaurus van Auteursnamen: 068978383
- RKD-Nederlands Instituut voor Kunstgeschiedenis: 67632
- Système universitaire de documentation: 190930497
- Union List of Artist Names: 500389414
- Virtual International Authority File: 60584902
- WorldCat: E39PBJkMCPgxX4PT9qmBBQW4bd